# Каланго (Бреша)
Каланго је насеље у Италији у округу Бреша, региону Ломбардија.
Према процени из 2011. у насељу је живело 49 становника. Насеље се налази на надморској висини од 251 м.